# Hieracium glaucellum
Hieracium glaucellum es una especie de planta con flor del género Hieracium, de la familia Asteraceae, orden Asterales.

## Distribución
Hieracium glaucellum se distribuye por Noruega y Suecia.

## Taxonomía
Fue descrita científicamente por Lindeb.
Tratamiento taxonómico
La especie aparece registrada y publicada en Skand. Hierac.